# Türkische Fußballnationalmannschaft der Frauen
Die türkische Fußballnationalmannschaft der Frauen repräsentiert die Türkei im internationalen Frauenfußball. Die Auswahl ist dem türkischen Verband unterstellt und wird von Necla Güngör trainiert.
Die türkische Nationalmannschaft konnte sich bisher noch nie für ein großes Turnier qualifizieren.
In der Qualifikation zur WM 2011 traf die Mannschaft auf Spanien, England, Österreich und Malta.  Dabei gelangen nur ein Sieg gegen Malta und ein Remis gegen Österreich, so dass am Ende der vorletzte Gruppenplatz belegt wurde.
In der Qualifikation für die Europameisterschaft 2013 traf die Türkei unter anderem auf die deutsche Mannschaft, gegen die die bisher höchste Niederlage zu Buche steht, und erstmals auf die Schweiz.
In der FIFA-Weltrangliste fiel die Türkei zunächst von Platz 68 auf Rang 72, der von Dezember 2006 bis März 2007 und im März 2008 belegt wurde, kletterte dann auf Rang 57 im Juni 2009, um anschließend wieder auf Rang 66 (November 2010) zurückzufallen. Derzeit liegt die Türkei auf Rang 60, bzw. Rang 32 der europäischen Rangliste.

## Turnierbilanz

### Weltmeisterschaft
| - 1991: nicht teilgenommen - 1995: nicht teilgenommen - 1999: nicht qualifiziert - 2003: nicht qualifiziert - 2007: nicht teilgenommen | - 2011: nicht qualifiziert - 2015: nicht qualifiziert - 2019: nicht qualifiziert - 2023: nicht qualifiziert |

### Europameisterschaft
| - 1984: nicht teilgenommen - 1987: nicht teilgenommen - 1989: nicht teilgenommen - 1991: nicht teilgenommen - 1993: nicht teilgenommen - 1995: nicht teilgenommen - 1997: nicht qualifiziert | - 2001: nicht qualifiziert - 2005: nicht qualifiziert - 2009: nicht qualifiziert - 2013: nicht qualifiziert - 2017: nicht qualifiziert - 2022: nicht qualifiziert - 2025: nicht qualifiziert |

### Olympische Spiele
Die Qualifikation erfolgte bis 2020 über die WM-Endrunde, ab 2024 über die UEFA Women’s Nations League.
| - 1996: nicht teilgenommen - 2000: nicht qualifiziert - 2004: nicht qualifiziert - 2008: nicht teilgenommen | - 2012: nicht qualifiziert - 2016: nicht qualifiziert - 2020: nicht qualifiziert - 2024: Keine Möglichkeit sich zu qualifizieren |

### Nations League
- 2023/24: Liga C2 – 1. Platz, Aufstieg in Liga B für die Qualifikation zur EM 2025
- 2025: Liga B2 – 3. Platz, Play-off gegen den Kosovo

## Bekannte Spielerinnen
- Miray Cin
- Seyma Erenli
- Melisa Ertürk
- Deniz Özer
- Aylin Yaren
- Arzu Karabulut
- Fatma Işık

## Spiele gegen Nationalmannschaften deutschsprachiger Länder
Alle Ergebnisse aus türkischer Sicht.

### Deutschland
| Datum              | Ort          | Ergebnis | Anlass                |
| ------------------ | ------------ | -------- | --------------------- |
| 14. Februar 1999   | Istanbul     | 1:12     |                       |
| 15. Februar 2012   | Izmir        | 0:5      | EM-Qualifikation 2013 |
| 19. September 2012 | Duisburg     | 0:10     | EM-Qualifikation 2013 |
| 25. Oktober 2015   | Sandhausen   | 0:7      | EM-Qualifikation 2017 |
| 8. April 2016      | Istanbul     | 0:6      | EM-Qualifikation 2017 |
| 26. November 2021  | Braunschweig | 0:8      | WM-Qualifikation 2023 |
| 3. September 2022  | Bursa        | 0:3      | WM-Qualifikation 2023 |

### Schweiz
In der Qualifikation zur EM 2013 traf die Türkei erstmals auf die Schweiz.
| Datum              | Ort             | Ergebnis | Anlass                |
| ------------------ | --------------- | -------- | --------------------- |
| 31. März 2012      | Aarau (Schweiz) | 0:5      | EM-Qualifikation 2013 |
| 15. September 2012 | Istanbul        | 1:3      | EM-Qualifikation 2013 |
| 5. April 2024      | Zürich          | 1:3      | EM-Qualifikation 2025 |
| 12. Juli 2024      | İzmit           | 0:2      | EM-Qualifikation 2025 |

### Österreich
| Datum           | Ort     | Ergebnis | Anlass           |
| --------------- | ------- | -------- | ---------------- |
| 29. Juli 1998   | Trencin | 0:1      |                  |
| 23. Juni 2010   | Anger   | 0:4      | WM-Qualifikation |
| 25. August 2010 | Samsun  | 2:2      | WM-Qualifikation |